# Kanton Rennes-Centre
Der Kanton Rennes-Centre war von 1973 bis 2015 ein französischer Wahlkreis im Arrondissement Rennes, im Département Ille-et-Vilaine und in der Region Bretagne. Der Kanton Rennes-Centre lag im Zentrum des Départements Ille-et-Vilaine und umfasste das historische Zentrum der Stadt Rennes nördlich des Flusses Vilaine.

## Geschichte
Der Kanton entstand durch eine Reorganisation der Wahlkreise im Raum Rennes im Jahr 1973 und trug bis 1985 den Namen Rennes-I. 2015 wurde der Kanton aufgelöst.        

## Politik
Der Kanton hatte bis zu seiner Auflösung folgende Abgeordnete im Rat des Départements:  
| Vertreter im conseil général des Départements | Vertreter im conseil général des Départements | Vertreter im conseil général des Départements          |
| Amtszeit                                      | Name                                          | Partei                                                 |
| --------------------------------------------- | --------------------------------------------- | ------------------------------------------------------ |
| 1973–1979                                     | Henri Jouault                                 | CNIP, dann RPR                                         |
| 1979–1985                                     | François Le Douarec                           | Union pour la défense de la République (UDR), dann RPR |
| 1985–2004                                     | Claude Champaud                               | UMP                                                    |
| 2004–2015                                     | Didier Le Bougeant                            | PS                                                     |